# Milan Syruček
Milan Syruček (* 28. ledna 1932, Kolín) je český novinář, spisovatel, poradce v orgánech Evropské unie.

## Životopis
Po maturitě na reálném gymnáziu nastoupil v prosinci 1950 do redakce Mladé fronty. Filologickou fakultu Karlovy univerzity zakončil v roce 1960. V roce 1967 získal titul PhDr. V letech 1956–1957 absolvoval roční kurz a stáž v Komsomolské pravdě v Moskvě, v letech 1968–1970 působil jako stálý zpravodaj Mladé fronty v Paříži. V té době o něj projevil zájem Generální štáb ministerstva národní obrany a později StB, které podával zprávy jako tajný spolupracovník. Převážnou část své profesní dráhy se věnoval – a dosud tak činí – zahraniční politice a mezinárodním vztahům. Zúčastňoval se řady událostí, konferencí, summitů, osobně se zná s řadou světových osobností.

## Mladá fronta
S redakcí spolupracoval ještě v době gymnazijních studií jako sportovní reportér. Po přijetí prošel většinu oddělení a zastával nejrůznější funkce, nejdéle byl vedoucím zahraničního oddělení a zahraničním komentátorem. Po roční praxi v Komsomolské pravdě (1956–57) se trvale věnoval zahraniční politice. Byl rovněž zahraničním zpravodajem MF pro západní Evropu se sídlem v Paříži (1968–70). Zažil některé dramatické situace, například zemětřesení ve Skopji (1963), americké nálety a čínský útok ve Vietnamu, byl krátce vězněn Tuaregy v Alžírsku. V Kambodži pobýval na pozvání prince Sihanuka, později byl podle svého tvrzení prvním zahraničním novinářem, který vstoupil do Phnompenhu po útěku polpotovců. Za sovětské okupace v srpnu 1968 působil jako vedoucí vydání. Protože redakci obsadili sovětští vojáci, začal s kolegy ve zbraslavské tiskárně vydávat letákovou ilegální Mladou frontu. Jeho další novinářskou kariéru za normalizace to ale nijak nepoznamenalo, stejně jako v případě Karla Pacnera, Václava Paciny a dalších komentátorů MF. Proto se mohl zúčastnit mnoha mezinárodních konferencí (helsinský proces) a podniknout řadu reportážních cest zejména do Indočíny, frankofonní Afriky a dalších zemí. Syručkovo redaktorské působení v Mladé frontě skončilo v roce 1981.

## Tvorba
V 80. letech se stal Syruček vedoucím zahraničně-politického zpravodajství týdeníku Tvorba. Zúčastnil se všech summitů Reagan - Gorbačov, dokonce v užším výběru zahraničních novinářů. Z těchto akreditací vytěžil knihu Svět mezi čtyřma očima (1988).

## Zahraniční aktivity
Koncem 80. let spolupracoval s Československou televizí (zejména vlastním pořadem Slovem a kamerou) a dalšími medii, v devadesátých letech působil na Ukrajině jako poradce českých firem, které se tam chtěly usídlit. Asi 50 firmám pomohl najít partnery a akreditovat je. Pro vydavatelství Economia připravoval založení dceřiného vydavatelství, což se podařilo až o deset let později. V roce 1996 byl jmenován ředitelem divize ekonomického tisku v Economii, působil i jako komentátor Hospodářských novin a Ekonoma, v němž založil zvláštní přílohu, věnovanou problematice integrace České republiky do Evropské unie. Byl autorem a realizátorem projektu Evropská rodina. Podobný projekt realizoval i na Ukrajině v deníku Dělo. Jednalo se jak o porovnání pěti podnikatelských rodin z různých částí země, tak mezinárodní obdobu Evropské rodiny, tentokrát z Polska, ČR, Slovenska a Ukrajiny, rovněž za podpory EU. Další seriál se nazýval Tajná Ukrajina.
V současné době spolupracuje s Literárními novinami, časopisem Eurojournal, vycházejícím v Norimberku a věnuje se literatuře faktu. V říjnu 2019 by měla vyjít jeho kniha Jak se listopad stal jarem (o rocích 1968 a 1989 u nás a ve světě. s předmluvou Michaila Gorbačova a doslovy Petra Pitharta a kardinála Dominika Duky. Pro rok 2020 připravuje rozšířenou reedici knihy o de Gaullovi Dědictví generála, která bude jeho 30. literárním dílem. Pořádá rovněž diskusní fóra v Evropském domě, Slovenském domě a v prostorách ČSVTS na Novotného lávce.
V září 2016 organizoval v Centru doktorandských a manažerských studií UK ve Veleslavíně třídenní mezinárodní konferenci o evropské bezpečnosti a vztazích EU a Ruska za účasti 250 osobností, z toho 30 hostů ze zahraničí (bývalí ministři zahraničí Velké Británie, Nizozemska a dalších zemí, bývalý generální tajemník UNESCO). Byl též pozván Michail Gorbačov, ale před příletem do Prahy onemocněl a poslal video se svým projevem.
V též době organizoval také slavnostní ceremonií k výročí úmrtí francouzského prezidenta F. Mitterranda. U Mitterrandovy busty v sídle Jazzové sekce se uskutečnil křest Syručkovy knihy o Mitterrandovi za účasti prezidenta M. Zemana, premiéra A. Babiše, nejbližšího Mitterrandova spolupracovníka a ministra zahraničí H. Vedrina a dalších osobností. Poté se konala konference v Senátu ČR a na závěr recepce na francouzském velvyslanectví. Podobnou akci připravuje Syruček na oslavy dvou kulatých výročí prezidenta Charlese de Gaulla v říjnu 2020, rovněž za účasti předních francouzských a našich osobností. K tomuto výročí také inicioval zhotovení de Gaullovy busty včetně získání finančních prostředků.
Úzce spolupracuje s Nadací Železná Opona v čele s jejím ředitelem ing. Václavem Vítovcem, která vytvořila a spravuje dvě muzea - Studené války v Rozvadově a ATOMMUZEUM v brdském Míšově. Nadace mu také poskytuje záštitu nad většinou akcí.
U příležitosti 100. výročí vzniku ČSR byl 28. října 2018 ve Vladislavském sále Pražského hradu prezidentem vyznamenán medailí 1. stupně Za zásluhy o stát v oblasti kultury a v červnu 2019 v senátě obdržel cenu Společnosti pro vědy a umění, založenou našimi emigranty v roce 1958 ve Washingtonu. Cena byla současně udělena Milanu Kunderovi, Pavlu Tigridovi, Pavlu Kohoutovi, Václavu Hudečkovi, Jiřímu Stivínovi, Gabriele Beňačkové, Janě Semerádové, Tomáši Töpferovi, Davidu Beveridgemu, vědcům prof. Václavu Hořejšímu a Cyrilu Höschlovi.

## Evropská rodina
Na přelomu tisíciletí Milan Syruček vymyslel netradiční projekt – Evropská rodina. Po dobu jednoho roku sledoval život francouzské, německé, polské a české rodiny. Každý měsíc byl zasvěcen určitému konkrétnímu tématu - od představení rodin po jejich rozpočet, vzdělávání dětí, zdravotní péči, otázky zaměstnání, volný čas apod. Do unikátního projektu, podpořeného z fondu EU, se podařilo zapojit kromě HN a Ekonoma také televizi Prima a Český rozhlas – Radiožurnál. Reportáže se tiskly a vysílaly každý týden. Na závěr se v Praze uskutečnilo setkání všech rodin a závěrečná beseda s účastníky projektu a ministrem zahraničí Cyrilem Svobodou, kterou souběžně vysílaly rozhlas a televize.

## Knihy
- Svět mezi čtyřma očima (schůzky Reagan - Gorbačov), 1988, Mladá fronta
- Svědectví z Kapitolu (spoluautorství), 1979, Mladá fronta
- Rozpůlený banán 1973, Mladá fronta
- Evropa zítřka 1977, Práce
- Kissinger ve službách Bílého domu 1985, Mladá fronta
- Dědictví generála (biografie Charlese de Gaulla), 1975, Mladá fronta
- Záhady Angkoru 1981, Novinář
- Osudové minuty Země 1989, Práce
- Růže pro prezidenta (biografie Francoise Mitterranda), 1996, Irma
- Diplomatické maléry (historky z dějin diplomacie), 2004, Mladá fronta
- Henry Kissinger – Bůh či ďábel diplomacie (rozhovory o 15 letech naší zahraniční politiky), 2005, Mladá fronta
- Diplomacie v negližé (rozhovory o 15 letech naší zahraniční politiky), 2005, Mladá fronta
- Dien Bien Phu (francouzsky), 1985, MON
- V zajetí džungle 2007. Epocha
- Banderovci – hrdinové nebo bandité?, 2008, Epocha - Magnetka
- Na prahu atomové války, 2008, Epocha
- Tajná zbraň na Ussuri (sovětsko-čínský ozbrojený konflikt v březnu 1969), 2010, Epocha - Magnetka
- Voda, jak ji neznáme, 2011, nakladatelství Epocha
- Je třeba se bát Ruska? 2011, nakladatelství Epocha
- Na ostří pera, 2012, Epocha
- Pro deset miliónů, 2013, Epocha
- Slzavé údolí Francie, 2013, Epocha
- Záhady brdských lesů, 2014, Epocha
- Proč zmizely insignie Karlovy univerzity, 2015, Grada
- Rusko-ukrajinské vztahy, Mýty a skutečnost, 2015, Grada
- Francois Mitterrand - Osudy velkého muže na pozadí dějin Francie, 2016, Grada
- Michail Gorbačov (Uchránil Prahu od krveprolití?), 2016, Grada
- Prezidenti, 2018, nakladatelství Brána